# Pulmonaria longifolia
Pulmonaria longifolia är en strävbladig växtart. Pulmonaria longifolia ingår i släktet lungörter, och familjen strävbladiga växter.

## Underarter
Arten delas in i följande underarter:
- P. l. cevennensis
- P. l. delphinensis
- P. l. glandulosa
- P. l. longifolia

## Bildgalleri

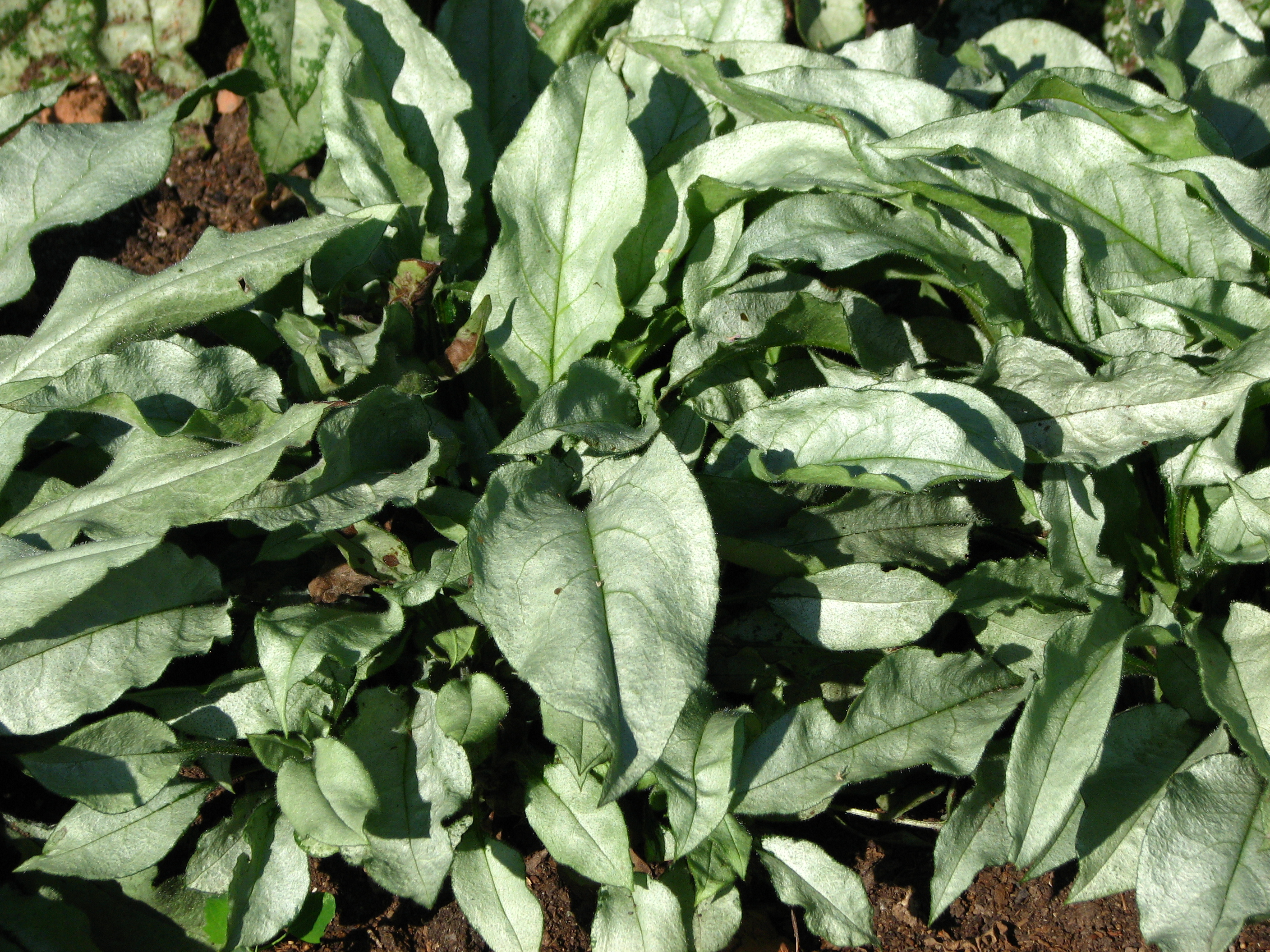